# Bitka pri Benningtonu
Bitka pri Benningtonu je bila bitka ameriške revolucionarne vojne, del kampanje pri Saratogi, ki se je odvila 16. avgusta 1777 na kmetiji Johna Greena v Walloomsacu v New Yorku, približno 10 km od istoimenskega Benningtona v Vermontu. Ameriške sile 2.000 mož, predvsem pripadnikov milice iz New Hampshira in Massachusettsa, pod vodstvom generala Johna Starka, okrepljene z milico iz neodvisne Republike Vermont pod vodstvom polkovnika Setha Warnerja in člani Green Mountain Boys, so odločilno premagale oddelek vojske generala Johna Burgoyna, ki ga je vodil podpolkovnik Friedrich Baum in so ga podpirale dodatne čete pod podpolkovnikom Heinrichom von Breymannom.
Baumov oddelek 700 mož je bil sestavljen iz hessenskih in britanskih vojakov, kanadskih in lojalističnih neregularnih enot ter številnih irokeških bojevnikov. Burgoyne ga je poslal, da bi v spornem območju New Hampshire Grants napadel Bennington in pridobil konje, vprežne živali, zaloge in druge potrebščine. Burgoyne in Baum sta verjela, da je mesto le slabo branjeno, in nista vedela, da sta tam nameščena Stark in 1.500 ameriških milic. Po dežju povzročenem zastoju so Starkovi možje obkolili Baumov položaj, zajeli veliko ujetnikov in ubili Bauma. Okrepitve za obe strani so prispele, ko so Stark in njegovi možje čistili teren in bitka se je ponovno začela, pri čemer sta Warner in Stark z velikimi žrtvami pregnala Breymannove okrepitve.
Bitka je bila velik strateški uspeh za ameriško stvar in velja za eno od prelomnic vojne; zmanjšala je Burgoynovo vojsko za skoraj 1000 mož in povzročila, da so ga njegovi indijanski zavezniki večinoma zapustili ter ga prikrajšala za nujno potrebne zaloge, kot so konji za njegove konjeniške polke, vprežne živali in živila, kar so bili vsi dejavniki, ki so prispevali k Burgoynovemu končnemu porazu pri Saratogi. Zmaga je okrepila kolonialno podporo domoljubni stvari in igrala ključno vlogo pri vstopu Francije v vojno na ameriški strani. Obletnica bitke se v zvezni državi Vermont praznuje kot dan bitke pri Benningtonu.